# Мота, Дани
Дани Мота Карвалью (порт. Dany Mota Carvalho; род. 2 мая 1998, Нидеркорн, Люксембург) — португальский футболист, нападающий итальянской «Монцы». Начинал карьеру в командах «Петанж» и «Унион Титус Петанж» из Люксембурга.

## Клубная карьера

### Начало карьеры
Родился 2 мая 1998 года в люксембургском Нидеркорне. Его родители — иммигранты из Португалии. На молодёжном уровне Мота играл за «Петанж», клуб из одноимённого города, который позже слился с командой «Титус». В 2014 году начал профессиональную карьеру, сыграв за «Петанж» во второй люксембуржской лиге, после чего перешёл в уже объединённый клуб «Унион Титус Петанж». Вскоре подписал контракт с «Виртус Энтеллой» из итальянской Серии B. Дебютировал в матче против «Авеллино», который закончился разгромной победой. Позже команда опустилась в Серию C, третий по значимости чемпионат. Сезон 2018/19 был выдающимся для Дани — он начал стабильно забивать в чемпионате, оформил дубль в матче против «Гоццано», а также в матче против «Пистойезе». В 2018 году перешёл в «Сассуоло» на правах аренды. После ухода из «Энтеллы» подписал контракт с молодёжной командой «Ювентуса» до 23 лет — «Ювентусом Некст Джен».

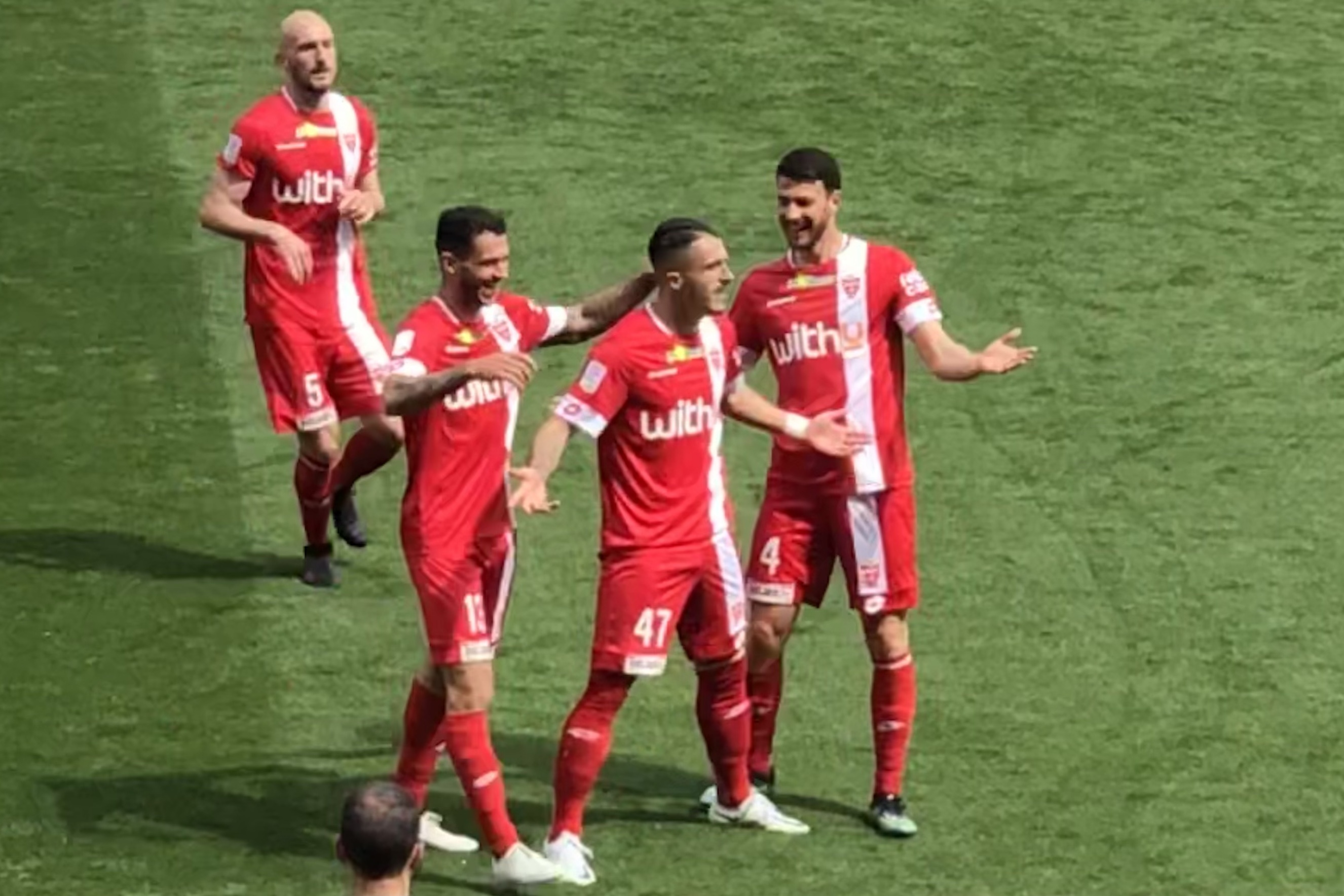
Дани Мота празднует гол с игроками «Монцы» (2022)

### «Монца»
В 2020 году Дани перешёл в «Монцу» на правах аренды. На тот момент клуб также играл в Серии C. Дебютировал в матче против «Патрии», отметился голом. После завершения аренды игрок был выкуплен «Монцой». Постепенно команда набирала форму и поднималась выше по дивизионам. В сезоне Серии B 2020/2021 Мота поучаствовал в разгроме своей бывшей команды «Энтеллы», также забив. По итогам следующего сезона «Монца» успешно вышла в высшую лигу Италии, выиграв плей-офф Серии B. «Бело-красные» начали сезон 2022/23 провально, проиграв 5 матчей подряд. Первая победа была над «Ювентусом» во время 7 тура. В 35-м туре сезона 2022/23 «Монца» победила «Наполи» 2:0 (первый гол забил Мота), тем самым прервав беспроигрышную серию будущего чемпиона. За сезон Дани забил 5 голов. «Монца» закончила сезон на 11-м месте.

## Карьера в сборной
Участвовал на чемпионате Европы среди молодёжных команд 2021 года, дошёл с португальской сборной до финала.

## Достижения

#### «Монца»
- Чемпион Серии C (третий уровень): 2019/20
- Победитель плей-офф Серии B: 2021/22

#### Сборная Португалии
- Серебряный призёр чемпионата Европы 2021 (молодёжные команды)